# Pai-pequeno
Pai Pequeno é o mesmo que babaquequerê (Babakekerê), é a segunda pessoa na casa de candomblé. Na ausência da Ialorixá ou Babalorixá é ele que assume o comando. Está sempre presente e faz parte de todos os preceitos e obrigações.
A Iaquequerê ou mãe-pequena, é seu correlato feminino, é a substituta da mãe ou do pai de santo, seu sucessor eventual, lhe está imediatamente abaixo na escala da hierarquia, como administradora civil e religiosa do candomblé.
Esse cargo na maioria das vezes é ocupado pelo primeiro iniciado na casa de candomblé filha/o mais velho portanto. Pode ocorrer também, que o orixá da ialorixá ou babalorixá escolha um outro filho que não o primeiro para ocupar a função, por questão de confiança ou por ser alguém da família.
Dependendo da casa, o pai pequeno ou mãe-pequena será o primeiro da lista de sucessão ao cargo de direção da casa, no caso de falecimento do pai ou mãe de santo. Em outras essa decisão é só através do jogo de búzios, e em outras é hereditário, só pessoas da própria família, (ex:, Terreiro do Gantois) até hoje só mulheres da família assumiram o cargo de ialorixá.
A palavra Pai Pequeno, pode ser utilizada de duas formas: quando se refere ao cargo de uma casa de candomblé, e quando uma pessoa ajuda o babalorixá na iniciação de um neófito, ele será o pai pequeno desse neófito. Todo iniciado tem um babalorixá ou ialorixá e um pai pequeno ou mãe-pequena. No caso é a pessoa que cuida do iniciado durante todo o período de recolhimento e o responsável pela educação do mesmo dia e noite na ausência do babalorixá.